# Ruben (imię)
Ruben – imię z j. hebrajskiego (רובן) znaczy oto syn. W skali najpopularniejszych imion na świecie, w Holandii zajmowało 8 miejsce wśród imion męskich (2008). W języku angielskim występuje również forma Reuben. Od imienia Ruben pochodzi imię i nazwisko Rubens (od liczby mnogiej imienia Ruben w j. angielskim).

## Osoby noszące imię Ruben
- Ruben – postać biblijna z Księgi Rodzaju, najstarszy syn Jakuba i Lei, protoplasta plemienia Rubenitów
- Ruben & The Jets – amerykański zespół muzyczny prowadzony Rubena Guevara'e.
- Ruben A. Aquino – filipiński rysownik postaci animowanych.
- Ruben A. Cubero (ur. 1939) – amerykański generał brygady, członek sił powietrznych USA.
- Ruben Aganbegjan (ur. 1972) – rosyjski ekonomista, prezes MICEX.
- Ruben Aguiar właśc. Rubén Humberto Aguiar (ur. 1956) – argentyński maratończyk, reprezentant olimpijski.
- Ruben Aguilar właśc. Rubén Aguilar (ur. 1947) – dziennikarz, były partyzant i sekretarz prasowy prezydenta Meksyku Vicentego Foxa, były jezuita.
- Ruben Aguirre właśc. Ruben Aguirre Fuentes (ur. 1933) – meksykański aktor.
- Ruben Aharonian właśc. Ruben Mikael Aharonian lub Aharonyan (ur. 1947) – ormiański skrzypek, profesor, dyrektor Armeńskiej Orkiestry Kameralnej.
- Ruben Aleksanyan – armeński ciężarowiec, złoty medalista Europy z 2009 i srebrny z 2010.
- Ruben Allinger (ur. 1891, zm. 1979) – szwedzki hokeista lodowy, uczestnik Igrzysk Olimpijskich z 1924.
- Ruben Alonso właśc. Rubén Rudesindo Alonso Alves (ur. 1962) – były urugwajski piłkarz i menadżer.
- Ruben Alonso Rosales (ur. 1925, zm. 2000) – jeden z sześciu, którzy przejęli kontrolę nad Salwadorem w zamachu stanu w 1960 r.
- Ruben Alvarez (ur. 1961) – argentyński golfista.
- Rúben Amorim (ur. 1985) – portugalski piłkarz występujący najczęściej na pozycji defensywnego pomocnika.
- Ruben Amaro, Jr. (ur. 1965) – amerykański bejsbolista.
- Ruben Amaro, Senior (ur. 1936) – amerykański bejsbolista.
- Ruben Amorin Mattos właśc. Rubén Darío Amorín Mattos – były piłkarz urugwajski, trener.
- Rubén Andrade właśc. Rubén Iván Martínez Andrade, pseud. Rubén (ur. 1984) – piłkarz hiszpański, grający na pozycji bramkarza; zawodnik FC Barcelona.
- Ruben Antonio Rivera – honduraski piłkarz.
- Rubén Armando Costas Aguilera (ur. 1955) – boliwijski gubernator Santa Cruz.
- Ruben Armiñana (ur. 1947) – z pochodzenia kubańczyk, politolog, prezes Sonoma State University.
- Ruben Arocha właśc. Rubén Darío Arocha Hernández (ur. 1987) – wenezuelski piłkarz, pomocnik.
- Ruben Arosemena właśc. Rubén Arosemena Valdés (ur. 1961) – były II wiceprezydent Panamy w latach 2004–2009.
- Ruben Arriaza Pazos (ur. 1979) – hiszpański piłkarze, defensywny pomocnik.
- Ruben Askew właśc. Reubin O’Donovan Askew (ur. 1928) – amerykański polityk, 37. gubernator Florydy w latach 1971-1979.
- Ruben Astigarraga (ur. 1950) – były argentyński piłkarz, napastnik.
- Rubén Ayala właśc. Rubén Hugo Ayala Zanabria (ur. 1950) – były argentyński piłkarz.
- Ruben Bagger (ur. 1972) – były piłkarz duński.
- Rubén Baraja właśc. Rubén Baraja Vegas (ur. 1975) – były hiszpański piłkarz występujący na pozycji pomocnika.
- Ruben Barrales (ur. 1961) – były zastępca prezydenta George’a W. Busha i dyrektora Biura Spraw Międzyrządowych.
- Ruben M. Barquez – współczesny argentyński zoolog (specjalność: zoologia neotropiku).
- Ruben Bascunan właśc. Rubén Eduardo Bascuñán (ur. 1979) – chilijski piłkarz.
- Ruben Beloki właśc. Rubén Beloki Irribarren (ur. 1974) – gracz defensywny pelota.
- Ruben Bemelmans (ur. 1988) – belgijski tenisista.
- Ruben Bernuncio (ur. 1976, zm. 1999) – argentyński piłkarz, napastnik.
- Ruben Berrios właśc. Rubén Ángel Berrios Martínez (ur. 1939) – portorykański prawnik, polityk i obecny prezes Partii Niepodległości Portoryko (PIP), były senator.
- Ruben Betancourt – amerykański mechanik, który wytoczył sprawę karną przeciw szpitalowi w New Jersej, w sprawie odmowy opieki, by przedłużać życie, gdy stan pacjenta nierokuje poprawy.
- Ruben Bierer (ur. 1845, zm. 1931) – lekarz, jeden z pionierów żydowskiego nacjonalizmu, jednym z pierwszych syjonistów aktywny w Galicji i Bułgarii.
- Ruben Bjorkman (ur. 1929) – były trener męskiej drużyny hokejowej University of North Dakota Sioux.
- Ruben Blades właśc. Rubén Blades Bellido de Luna (ur. 1948) – panamski piosenkarz salsy, prawnik, aktor, jazzman latynoamerykański i polityk.
- Ruben Bloom (ur. 1902, zm. 1976) – amerykański Żyd, artysta, kompozytor, pianista, aranżer, lider zespołu, wokalista i pisarz.
- Ruben Bolling (ur. 1960) – pseudonim dla Kena Fishera, amerykańskiego rysownika, autora Tom Bug Dancing.
- Ruben Bonifaz Nuno (ur. 1923) – meksykański poeta i filolog klasyczny.
- Ruben Boumtje-Boumtje (ur. 1978) – kameruński koszykarz zawodowy.
- Ruben Brainin (ur. 1862, zm. 1939) – żydowski publicysta, biograf i krytyk literacki.
- Ruben Brigido (ur. 1991) – portugalski piłkarz, środkowy pomocnik.
- Ruben Brown właśc. Ruben Parnell Brown (ur. 1972) – zawodnik futbolu amerykańskiego.
- Ruben Buriani (ur. 1955) – były włoski piłkarz, reprezentant kraju, uczestnik Euro 1980 we Włoszech.
- Ruben Caba – hiszpański pisarz i eseista.
- Ruben Cain (ur. 1958) – zawodowy wrestler amerykański.
- Ruben Canelo (ur. 1958) – profesor, chirurg, specjalizacja przeszczep wątroby, nerek i trzustki. Obywatel Włoch i Wielkiej Brytanii.
- Rubén Cano, właśc. Rubén Andrés Cano Martínez (ur. 1951) – były hiszpański piłkarz pochodzenia argentyńskiego.
- Ruben Cantu właśc. Ruben Montoya Cantu (ur. 1966, zm. 1993) – teksańczyk, został stracony za morderstwo.
- Ruben Capria właśc. Rubén Oscar Capria (ur. 1970) – argentyński piłkarz, pomocnik.
- Ruben Carbajal (ur. 1993) – meksykańsko-amerykański aktor.
- Ruben Castillo (bokser) (ur. 1957) – były amerykańsko-meksykański bokser wagi piórkowej.
- Ruben Castillo (sędzia) (ur. 1954) – amerykański sędzia rejonowy dla Sądu Rejonowego Stanów Zjednoczonych dla Północnego Okręgu Illinois.
- Rubén Castro właśc. Rubén Castro Martín (ur. 1981) – hiszpański piłkarz, napastnik.
- Ruben Cecco (ur. 1983) – argentyński piłkarz, napastnik.
- Ruben Cedeno (ur. 1952) – wenezuelski muzyk i pisarz.
- Ruben Cedillos właśc. Rubén Aristides Cedillos Ayala (ur. 1976) – salwadorski piłkarz.
- Ruben Charles Laurier (ur. 1868, zm. 1947) – lekarz, politykw Quebecu, reprezentował Assomption L' w kanadyjskiej Izbie Gmin 1906-1908 jako liberał.
- Ruben Cloete (ur. 1982) – południowoafrykański piłkarz.
- Rubén Corbo właśc. Rubén Romeo Corbo (ur. 1952) – piłkarz urugwajski, napastnik (lewoskrzydłowy).
- Ruben Cotelo (ur. 1930, zm. 2006) – urugwajski pisarz, dziennikarz i krytyk literacki.
- Ruben Cruz (ur. 1950) – były portorykański wrestler.
- Ruben Cuesta właśc. Rubén de la Cuesta Vera (ur. 1981) – znany jako Cuesta, hiszpański piłkarz.
- Ruben D. Torres właśc. Rubén Deloso Torres (ur. 1941) – filipiński polityk.
- Ruben DJ właśc. Ruben Urrutia (ur. 1960) – portorykański raper.
- Ruben Da Silva właśc. Ruben Fernando da Silva Echeverrito (ur. 1968) – były urugwajski piłkarz, napastnik.
- Ruben Daray właśc. Rubén Cesar Daray (ur. 1950) – były argentyński kierowca wyścigowy, zdobył mistrzostwo TC2000 w 1985 r.
- Rubén Darío, właśc. Félix Rubén García Sarmiento (ur. 1867, zm. 1916) – nikaraguański pisarz, dziennikarz i dyplomata.
- Ruben Dario Bustos (ur. 1981) – piłkarz kolumbijski.
- Ruben Dario Gigena (ur. 1980) – argentyński piłkarz, napastnik.
- Ruben Dario Gomez (ur. 1940) – były kolumbijski kolarz szosowy.
- Rubén Darío Hernández (ur. 1965) – były piłkarz kolumbijski grający na pozycji napastnika.
- Ruben Dario Insua (ur. 1961) – były piłkarz argentyński, reprezentant kraju.
- Rubén de la Red (ur. 1984), właśc. Rubén de la Red Gutíerrez – piłkarz hiszpański, grający na pozycji pomocnika; zawodnik Realu Madryt.
- Ruben Dario Larrosa (ur. 1979) – piłkarz argentyński, napastnik.
- Ruben Dario Palacios (ur. 1962, zm. 2003) – kolumbijski bokser.
- Ruben Dario Paredes właśc. Rubén Darío Paredes del Río (ur. 1933) – były panamski oficer armii i zwierzchnik wojsk Panamy w latach 1982-1983.
- Rubén Darío Velázquez właśc. Rubén Darío Velázquez Bermúdez (ur. 1975) – kolumbijski piłkarz występujący na pozycji pomocnika.
- Ruben De Fuentes pseud. Raven Ruben (ur. 1953) – amerykański muzyk, gitarzysta.
- Ruben De Pra (ur. 1980) – były włoski łyżwiarz, mistrz kraju w parach w 2000 i 2001, uczestnik olimpiady.
- Ruben De Virgilio – argentyński aktor, znany z filmu Ahi tienes tu Madre.
- Ruben Decima właśc. Pedro Ruben Decima (ur. 1964) – były zawodowy bokser argentyński.
- Ruben Diaz, Senior (ur. 1943) – były senator stanu Nowy Jork.
- Ruben Diaz Jr. (ur. 1973) – przewodniczący dzielnicy Bronx (Nowy Jork).
- Ruben "Doc" Cavazos (ur. 1957) – amerykański kryminalista, prezes Międzynarodowego Motocyklowego Klubu Mongołów.
- Rubén Oswaldo Díaz (ur. 1946) – były argentyński piłkarz.
- Rubén Toribio Díaz (ur. 1952) – były peruwiański piłkarz.
- Ruben Dominguez (ur. 1940) – wenezuelski tenor.
- Ruben Douglas właśc. Ruben Enrique Douglas (ur. 1979) – panamsko-amerykański koszykarz zawodowy.
- Ruben Droughns (ur. 1978) – gracz futbolu amerykańskiego.
- Ruben Duran właśc. Rubén Rodríguez Durán (ur. 1983) – piłkarz hiszpańskim, napastnik.
- Ruben Ecleo (ur. 1934, zm. 1987) – filipiński przywódca duchowy, założyciel Filipińskiego Dobroczynnego Stowarzyszenia Misjonarzy.
- Ruben Eduardo Acosta (ur. 1978) – argentyński bokser, super mistrz wagi średniej Ameryki Południowej.
- Ruben Epitie Dyowe (ur. 1983) znany jako Epitié – hiszpański piłkarz, napastnik.
- Rubén Espinoza właśc. Rubén Alberto Espinoza Molina (ur. 1961) – były chilijski piłkarz, pomocnik.
- Rubén Felgaer (ur. 1981) – argentyński szachista, arcymistrz od 2002 roku.
- Ruben Felix (ur. 1970) – bejsbolista amerykański.
- Ruben Fernandes właśc. Ruben Miguel Marques Santos Fernandes (ur. 1986) – portugalski piłkarz, obrońca.
- Rubén Fernández właśc. Rubén Evaristo Fernández Real (ur. 1931) – piłkarz paragwajski noszący przydomek Kiko, napastnik.
- Ruben Ferrer (ur. 1975) – argentyński piłkarz.
- Ruben Fine (ur. 1914, zm. 1993) – amerykański szachista, zdobywaca medali olimpiad szachowych, psycholog, profesor, autor książek.
- Ruben Fleischer (ur. 1974) – amerykański reżyser filmowy i reklamowy.
- Ruben Ford (ur. 1951) – amerykański bluesmen, jazzmen i rockmen, gitarzysta .
- Ruben Fuentes (ur. 1926) – meksykańskie skrzypek i kompozytor.
- Ruben Gabrielsen (ur. 1992) – norweski obrońca piłkarski.
- Ruben Gallego właśc. Rubén David González Gallego (ros. Рубен Давид Гонсалес Гальего – Ruben Dawid Gonsales Galjego, ur. 1968) – rosyjski pisarz i dziennikarz.
- Rubén Galván (ur. 1952) – były argentyński piłkarz.
- Rubén Garabaya, właśc. Rubén Garabaya Arenas (ur. 1978) – hiszpański piłkarz ręczny, reprezentant kraju.
- Rubén González Fontanills (ur. 1919, zm. 2003) – muzyk kubański.
- Rubén González (ur. 1973) – piłkarz urugwajski.
- Rubén González Gallego, właśc. Rubén David González Gallego (ros. Рубен Давид Гонсалес Гальего – Ruben Dawid Gonsales Galjego) (ur. 1968) – rosyjski pisarz.
- Rubén González – saneczkarz argentyński.
- Rubén González Rocha (ur. 1982) – hiszpański piłkarz, obrońca RCD Mallorca.
- Ruben Gunawan (ur. 1968, zm. 2005) – indonezyjski szachista, arcymistrz od 1999 r.
- Ruben Houkes (ur. 1979) – holenderski judoka, brązowy medalista olimpijski, mistrz świata.
- Rubén Marcos, właśc. Rubén Marcos Peralta (ur. 1942, zm. 2006) – chilijski piłkarz Marcos grał w Universidad de Chile.
- Ruben Martinez właśc. Rubén Iván Martínez Andrade (ur. 1984) – piłkarz hiszpański, występujący na pozycji bramkarza.
- Rúben Micael, właśc. Rúben Micael Freitas Ressureição znany jako Micael (ur. 1986) – piłkarz portugalski.
- Rubén Miño właśc. Rubén Miño Peralta (ur. 1989) – hiszpański piłkarz, bramkarz w klubie FC Barcelona.
- Rubén Morán (ur. 1930, zm. 1978) – urugwajski piłkarz, napastnik, lewoskrzydłowy.
- Rubén Noceda (ur. 1931, zm. 2007) – piłkarz paragwajski, bramkarz.
- Rubén Olivera (ur. 1983) – urugwajski piłkarz występujący na pozycji ofensywnego pomocnika.
- Rubén Pagnanini, właśc. Rubén Oscar Pagnanini (ur. 1949) – były argentyński piłkarz.
- Rubén Palazuelos (ur. 1983) – hiszpański piłkarz, występujący na pozycji defensywnego pomocnika.
- Rubén Paz (ur. 1959), właśc. Rubén Walter Paz Márquez – piłkarz urugwajski (z pochodzenia Indianin), pomocnik (rozgrywający).
- Rubén Pereira właśc. Rubén Fabián Pereira Márquez (lub Pereyra Márquez) (ur. 1968) – piłkarz urugwajski, pomocnik.
- Rubén Pérez, właśc. Ruben Perez Moreno – (ur. 1981) – hiszpański kolarz szosowy.
- Rubén Plaza właśc. Rubén Plaza Molina (ur. 1980) – hiszpański kolarz szosowy, dwukrotny mistrz Hiszpanii w 2003 i 2009 r.
- Rubén Ramírez Hidalgo (ur. 1986) – hiszpański tenisista.
- Ruben Ramolefi (ur. 1984) – południowoafrykański lekkoatleta specjalizujący się w biegu na 3000 m. z przeszkodami.
- Ruben Rausing (ur. 1895, zm. 1983) – szwedzki przedsiębiorca, założyciel przedsiębiorstwa Tetra Pak.
- Rubén Ruiz Díaz właśc. Rubén Martín Ruiz Díaz (ur. 1969) – były piłkarz paragwajski grający na pozycji bramkarza.
- Rubén Ruiz Ibárruri (ur. 1920, zm. 1942) – hiszpański wojskowy na służbie radzieckiej w randze lejtnanta.
- Ruben Silva właśc. Ruben Fernando da Silva Echeverrito (ur. 1968) – były urugwajski piłkarz, napastnik.
- Rubén Sosa (ur. 1966) – urugwajski piłkarz występujący na pozycji napastnika; reprezentant kraju.
- Ruben Studdard właśc. Christopher Theodore Ruben Studdard (ur. 1978) – amerykańskim muzyk R&B, pop.
- Rubén Techera (ur. 1946) – piłkarz urugwajski, pomocnik.
- Rubén Toribio Díaz właśc. Rubén Toribio Díaz Rivas (ur. 1952) – były piłkarz peruwiański grający na pozycji lewego lub środkowego obrońcy.
- Ruben Uriza właśc. Rubén Uriza Castro (ur. 1920, zm. 1992) – meksykański jeździec sportowy, dwukrotny medalista olimpijski z Londynu.
- Rubén Wolkowyski właśc. Rubén Oscar Wolkowyski (ur. 1973) – argentyński koszykarz, posiadający także polskie obywatelstwo.
- Rubén Xaus właśc. Rubén "Spider Man" Xaus (ur. 1978) – hiszpański motocyklista.
- Ruben Yttergård Jenssen (ur. 1988) – norweski piłkarz występujący na pozycji pomocnika w norweskim klubie Tromsø IL.
- Ruben Zackhras – polityk, p.o. prezydenta Wysp Marshalla od 21 października 2009 do 2 listopada 2009.
- Ruben Zadkovich (ur. 1986) – australijski piłkarz, pomocnik.
- Ruben Zaharian właśc. Ruben Agasievich Zakharian (ur. 1901, zm. 1993) – rosyjsko-ormiański artysta malarz, członek Związku Artystów Leningradzkich.
- Ruben Zamora właśc. Rubén Zamora Rivas – socjaldemokratyczny salwadorski polityk.
- Ruben Zardarjan (ur. 1874, zm. 1915) – ormiański pisarz, pedagog i działacz polityczny.
- Ruben Zarjan właśc. Ruben Warosi Zarjan (ur. 1909, zm. 1969) – armeński specjalista teatralny, doktor historii sztuki, profesor.
- Rubenilson dos Santos da Rocha pseud. Kanu (ur. 1987) – brazylijski piłkarz występujący na pozycji napastnika.
- Peter Paul Rubens – flamandzki malarz
- Rubens Barrichello właśc. Rubens Gonçalves Barrichello (ur. 1972) – brazylijski kierowca wyścigowy, były kierowca Formuły 1
- Rubens Fernando Moedim znany jako Rubinho (ur. 1983) – piłkarz brazylijski, bramkarz włoskiego klubu Torino.
- Rubens de Falco właśc. Rubens de Falco, właściwie Rubens de Falco da Costa (ur. 1931, zm. 2008) – brazylijski aktor teatralny, filmowy i telewizyjny.
- Reuben Archer Torrey (ur. 1856, zm. 1928) – był amerykańskim ewangelistą, pastorem, nauczycielem i autorem protestanckim.
- Reuben Fine (ur. 1914, zm. 1993) – amerykański arcymistrz, czołowy szachista świata w latach 30. XX w.
- Reuben Goodstein właśc. Reuben Louis Goodstein (ur. 1912 w Londynie, zm. 1985) – angielski matematyk i filozof matematyki.
- Reuben Jones właśc. Reuben Samuel "Ben" Jones (ur. 1932, zm. 1995) – brytyjski jeździec sportowy, złoty medalista olimpijski z Meksyku.
- Reuben Kosgei właśc. Reuben Seroney Kosgei (ur. 1979) – kenijski lekkoatleta, specjalizujący się w biegu na 3000 m z przeszkodami.
- Reuben Meade (ur. 1952) – polityk, szef ministrów Montserratu w latach 1991-1996 oraz od 10 września 2009.